# Taekwondo nos Jogos Asiáticos de Artes Marciais de 2009
As competições de taekwondo nos Jogos Asiáticos de Artes Marciais de 2009 ocorreram entre 2 e 5 de agosto. Dezesseis eventos foram disputados.

## Calendário
| Agosto    | 1 | 2 | 3 | 4 | 5 | 6 | 7 | 8 | 9 | Finais |
| --------- | - | - | - | - | - | - | - | - | - | ------ |
| Taekwondo |   | 4 | 4 | 4 | 4 |   |   |   |   | 16     |

## Quadro de medalhas
| Ordem | País          | Medalha de ouro | Medalha de prata | Medalha de bronze |    |
| ----- | ------------- | --------------- | ---------------- | ----------------- | -- |
| 1     | Coreia do Sul | 4               | 2                | 1                 | 7  |
| 2     | Cazaquistão   | 2               | 2                | 2                 | 6  |
| 3     | Tailândia     | 2               | 1                | 4                 | 7  |
| 4     | China         | 2               | 1                | 3                 | 6  |
| 5     | Taipé Chinesa | 2               | 1                | 1                 | 4  |
| 6     | Filipinas     | 1               | 2                | 1                 | 4  |
| 7     | Vietname      | 1               | 1                | 3                 | 5  |
| 8     | Afeganistão   | 1               | 1                | 2                 | 4  |
| 8     | Brunei        | 1               | 1                | 2                 | 4  |
| 10    | Jordânia      |                 | 2                | 2                 | 4  |
| 11    | Indonésia     |                 | 1                | 3                 | 4  |
| 12    | Uzbequistão   |                 | 1                | 1                 | 2  |
| 13    | Líbano        |                 |                  | 2                 | 2  |
| 14    | Butão         |                 |                  | 1                 | 1  |
| 14    | Japão         |                 |                  | 1                 | 1  |
| 14    | Macau         |                 |                  | 1                 | 1  |
| 14    | Singapura     |                 |                  | 1                 | 1  |
| 14    | Sri Lanka     |                 |                  | 1                 | 1  |
| TOTAL | TOTAL         | 16              | 16               | 32                | 64 |

## Medalhistas
| Evento                                              | Ouro                                     | Prata                               | Bronze                                                           |
| Até 54 kg masculino (detalhes[ligação inativa])     | BRN Bahrein Abdulrahim Abdulhameed       | KOR Coreia do Sul Kim Jae-Bong      | THA Tailândia Jerranat Nakaviroj JOR Jordânia Mohammad Al-Bakhit |
| Até 58 kg masculino (detalhes[ligação inativa])     | THA Tailândia Penek Karaket              | KOR Coreia do Sul Lee Woorinala     | JOR Jordânia Husam Solaiman UZB Uzbequistão Rustamjon Pulatov    |
| Até 62 kg masculino (detalhes[ligação inativa])     | PHI Filipinas Jeffrey Figueroa           | AFG Afeganistão Hasan Rezai         | THA Tailândia Nattapong Tewawetchapong BRN Bahrein Mahmood Adel  |
| Até 67 kg masculino (detalhes[ligação inativa])     | TPE Taipé Chinês Lo Tsung-Jui            | KAZ Cazaquistão Kairat Sarymsakov   | AFG Afeganistão Masoud Hashemi THA Tailândia Nacha Punthong      |
| Até 72 kg masculino (detalhes[ligação inativa])     | AFG Afeganistão Nesar Ahmad Bahave       | JOR Jordânia Nabil Talal            | TPE Taipé Chinês Tseng Ching-Hsiang JPN Japão Taisei Hojo        |
| Até 78 kg masculino (detalhes[ligação inativa])     | KOR Coreia do Sul Lee Gyu-Jin            | PHI Filipinas Marlon Avenido        | INA Indonésia Basuki Nugroho CHN China Liu Chang                 |
| Até 84 kg masculino (detalhes[ligação inativa])     | KOR Coreia do Sul Hwang Dae-Sung         | CHN China Ding He                   | VIE Vietnã Nguyen Trong Cuong SRI Sri Lanka Gayan Kumara         |
| Mais de 84 kg masculino (detalhes[ligação inativa]) | KAZ Cazaquistão Arman Chilmanov          | INA Indonésia Rizal Samsir          | BRN Bahrein Abdulkarim Moosa LIB Líbano Elias El-Hidari          |
| Até 47 kg feminino (detalhes[ligação inativa])      | KOR Coreia do Sul Kim Min-Jung           | THA Tailândia Buttree Puedpong      | MAC Macau Justina Lei VIE Vietnã Van Thi Kim Thu                 |
| Até 51 kg feminino (detalhes[ligação inativa])      | KOR Coreia do Sul Jang Eun-Suk           | VIE Vietnã Tran Thi Ngoc Truc       | THA Tailândia Prapaporn Sangnarin AFG Afeganistão Shafiqa Kargar |
| Até 55 kg feminino (detalhes[ligação inativa])      | VIE Vietnã Nguyen Thi Hoai Thu           | TPE Taipé Chinês Kuan I-Wen         | PHI Filipinas Karla Jane Alava KAZ Cazaquistão Saule Sardarova   |
| Até 59 kg feminino (detalhes[ligação inativa])      | CHN China Lei Jie                        | KAZ Cazaquistão Zarina Shamshatkyzy | LIB Líbano Andrea Paoli VIE Vietnã Nghiem Thi Huyen              |
| Até 63 kg feminino (detalhes[ligação inativa])      | CHN China Zhang Hua                      | BRN Bahrein Kaltham Jasim           | KAZ Cazaquistão Yekaterina Dmitriyeva BHU Butão Karma Dema       |
| Até 67 kg feminino (detalhes[ligação inativa])      | KAZ Cazaquistão Gulnafis Aitmukhambetova | JOR Jordânia Shaden Thweib          | INA Indonésia Catur Yuni Riyaningsih CHN China Shao Hua          |
| Até 72 kg feminino (detalhes[ligação inativa])      | TPE Taipé Chinês Yeh Sung-Chiang         | PHI Filipinas Kirstie Elaine Alora  | SIN Singapura Jacqueline Quek CHN China Yang Ping                |
| Mais de 72 kg feminino (detalhes[ligação inativa])  | THA Tailândia Rapatkorn Prasopsuk        | UZB Uzbequistão Evgeniya Karimova   | KOR Coreia do Sul Oh Min-Ah INA Indonésia Eka Sahara             |